# Joaquim Xaudaró i Echauz
Joaquim Xaudaró i Echauz   (Vigan, 17 d'agost de 1872 - Madrid, 1 d'abril de 1933) fou un dibuixant, il·lustrador, i caricaturista català. Famós pels seus dibuixos que tracten de les noves tecnologies del seu temps –va publicar un volum d'historietes anomenat Els perills del vol (Les péripéties de l'aviation, Garnier Frères, París, 1911)- serveixen com una connexió important entre els mons de la il·lustració del segle xix i la del segle xx.
Les seues observacions respecte a la cultura i la tecnologia contemporània, amb un sentit de l'humor refinat però penetrant, són evidents en historietes com "El telégrafo sin hilos," "Un retrato futurista," "El auto que pasa," "Despertar en Biarritz," "El leopardo inglés en Spyon-Kop."

## Biografia
Va néixer a Vigan a les Filipines (encara era una possessió espanyola), encara que la seva família era aragonesa d'origen. La seva família es va traslladar a Barcelona el 1883. Va estudiar art a l'Acadèmia Trias. Més endavant va començar a col·laborar amb diverses publicacions com Barcelona Cómica, La Hormiga de Oro o La ilustración Ibérica. Xaudaró va ser educat a París i Londres.
Després de realitzar el servei militar a Barcelona, Xaudaró va començar la seva carrera com a dibuixant i il·lustrador el 1898, quan ingressà a la Premsa Espanyola, dibuixant durant aquesta època per a Madrid Cómico, La Saeta, Gedeón y Barcelona Cómica, utilitzant de tant en tant el pseudònim J. O'Raduax ("Xaudaró" escrit al revés). Entre 1907 i 1914 també va dibuixar per al periòdic de Paris Le Rire. Xaudaró després va treballar per a les publicacions Blanco y Negro i ABC, a Madrid. Les seues vinyetes diàries per a ABC li van donar fama, contenint cadascuna un petit gos particular que prompte es va conèixer com a "gosset de Xaudaró". Com il·lustrador de llibres, va treballar volums de Les conteurs joyeux (publicat a París) i Los viajes morrocotudos de Juan Pérez Zúñiga. Entre 1917 i 1921 realitza les seues primeres pel·lícules de dibuixos animats, La fórmula del Doctor Nap i Aventures de Jim Trot, i, el 1930, un discípulo de caco.
Arran de l'esclat de la Primera Guerra Mundial, Xaudaró decidí instal·lar-se per un temps a Lleida, on consta que l'any 1916 va regentar una acadèmia al primer pis del número 41 del carrer Major, on s'hi ensenyava dibuix i totes les tècniques de pintura. Durant aquesta època, Xaudaró va participar de la vida artística i cultural de Lleida tot oferint-se com a director del naixent Museu d'Art de Lleida, càrrec que va desenvolupar interinament i sense sou entre 1917 i 1920, quan va abandonar la ciutat per un temps indeterminat.
Xaudaró, com a president de la Unió de dibuixants espanyols, va acudir a la ciutat de València el 26 de juliol de 1930, amb Federico García Sanchiz, per tal d'inaugurar una exposició d'aquarel·les i aiguaforts a la seu de Lo Rat Penat, i donar també una conferència amb el títol de La caricatura. Aquesta exposició, on hi havia exposades obres de diversos artistes, com el mateix Xaudaró, García Sanchiz, K-Hito, etc i va ser clausurada l'11 d'agost d'aquest mateix any, entre els compradors de les obres exposades es trobaven els germans Benlliure entre d'altres.
Dins les col·leccions d'il·lustracions es pot incloure Els Sports i Xaudaró: Toms d'Acudits (ca. 1932), una col·lecció del seu treball que havia estat publicat en Blanco y Negro a la fi del segle xix. Xaudaró també va fer treball escenogràfic per a una producció de Madame Butterfly. També va col·laborar a una pel·lícula animada amb el dibuixant K-Hito i Antonio Got a la Sociedad Española de Dibujos Animados (SEDA) el 1932.
Xaudaró va morir a Madrid l'1 d'abril de 1933 i un dia més tard va ser enterrat al cementiri de l'Almudena, d'aquesta ciutat.

## Valoració
En paraules de José María Candel Crespo al seu llibre Historia del dibujo animado español, es tracta d'un observador de la vida quotidiana amb forma irònica i una crítica mordaç.
Se'l considera l'iniciador del dibuix animat a Espanya.

## Galeria d'imatges

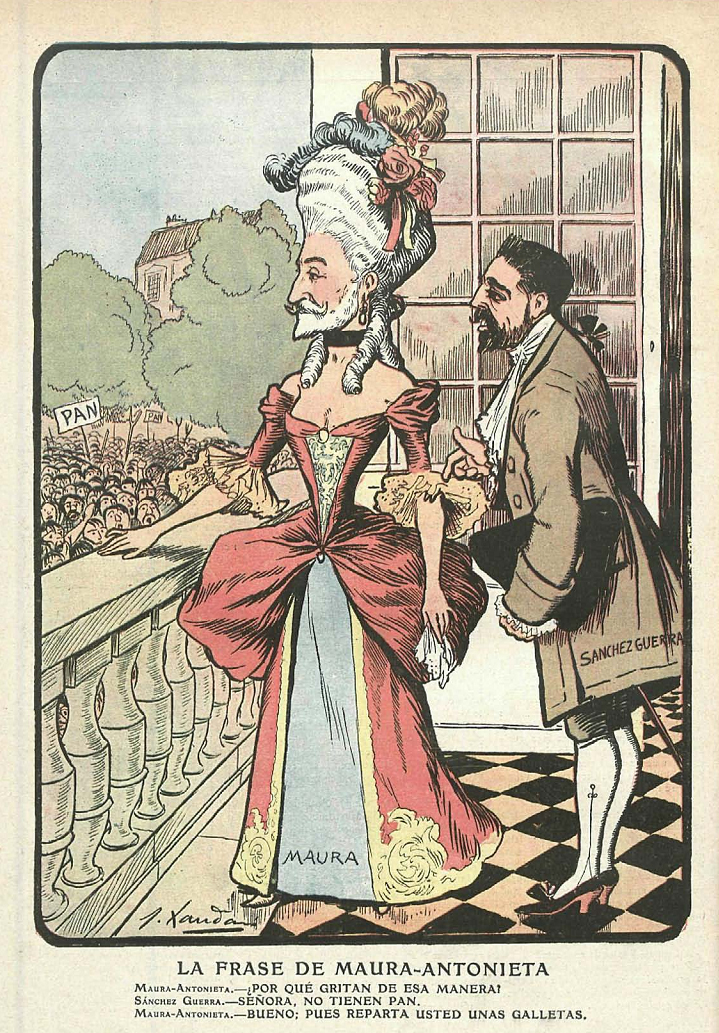
La frase de Maura-Antonieta, caricatura de Antoni Maura i José Sánchez Guerra y Martínez, Gedeón (1904)
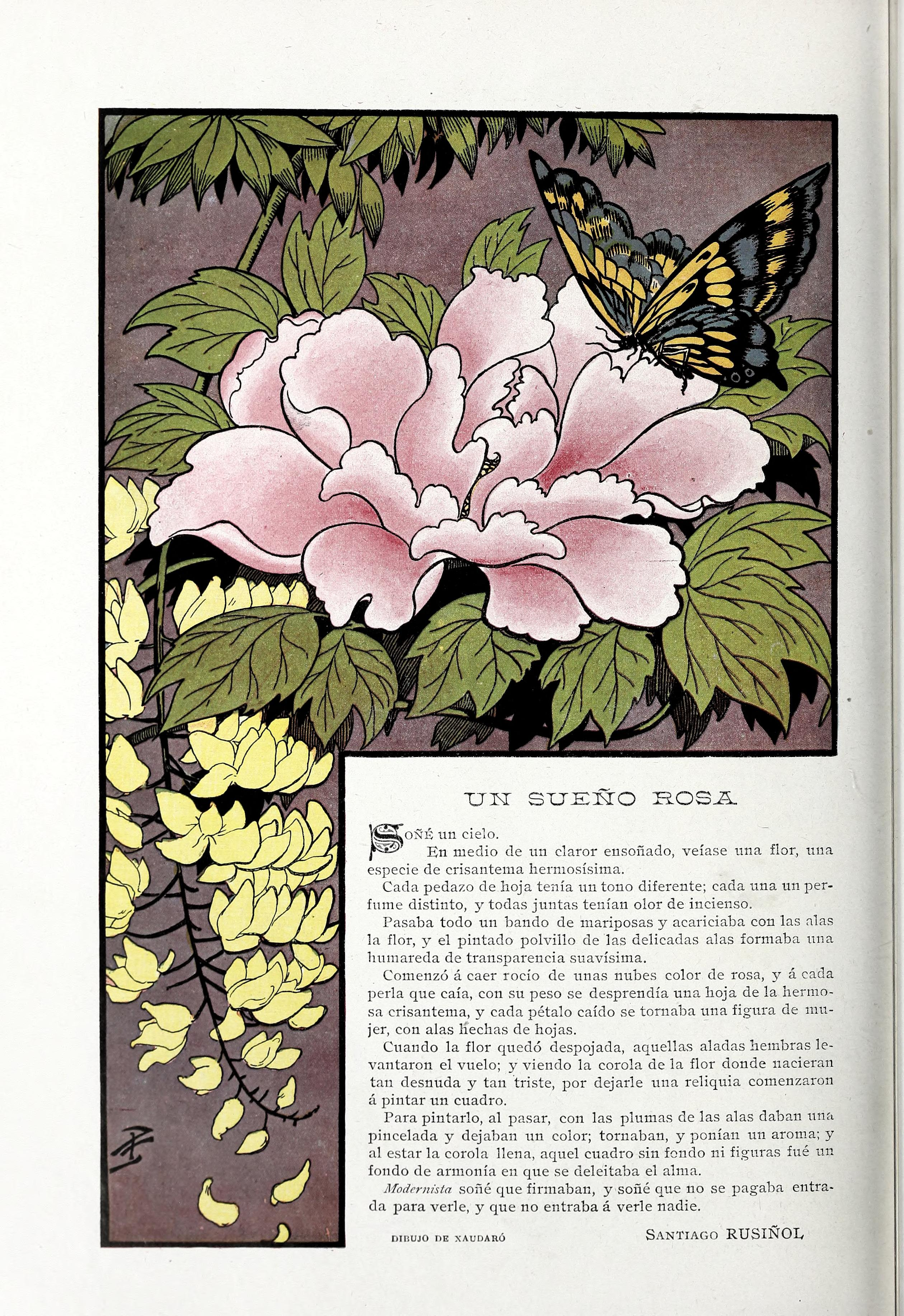
Un somni rosa, de Santiago Rusiñol, il·lustrat per Xaudaró.
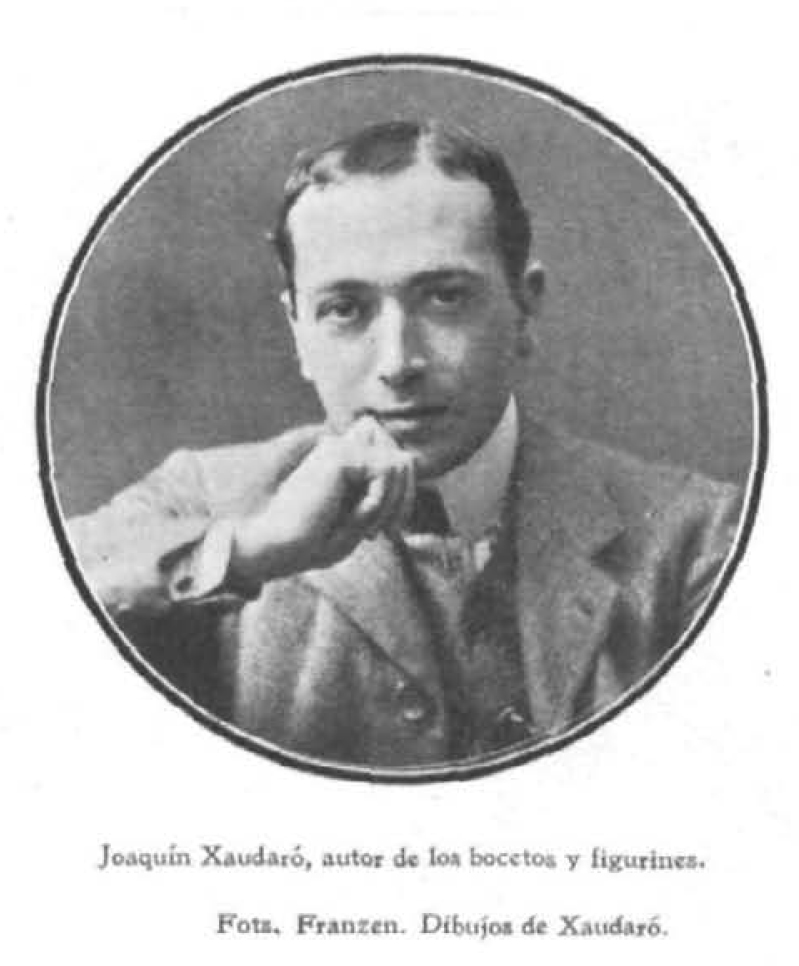
Joaquim Xaudaró i Echauz
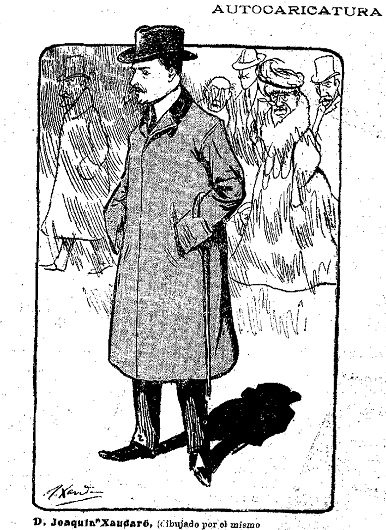
Autocaricatura, de Joaquín Xaudaró
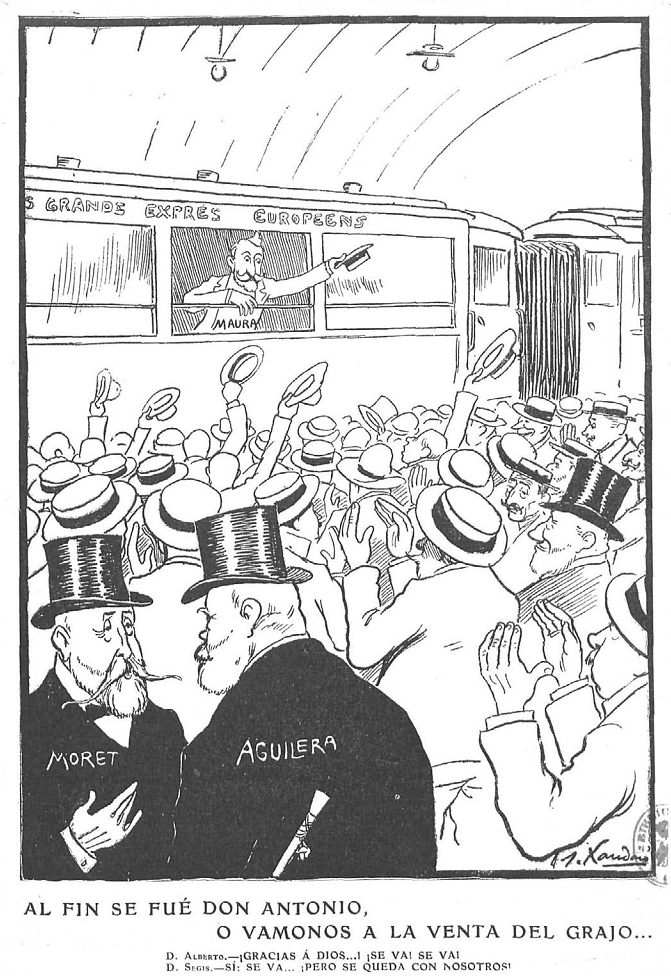
Il·lustració a Gedeón (1906)
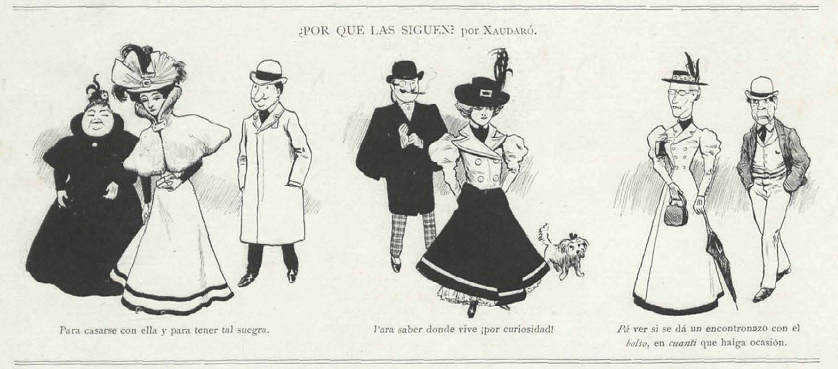
¿Por qué las siguen? (1898)